# Macrothele yongshengensis
Espèce
Macrothele yongshengensis est une espèce d'araignées mygalomorphes de la famille des Macrothelidae.

## Distribution
Cette espèce est endémique du Yunnan en Chine,. Elle se rencontre dans le xian de Yongsheng.

## Description
La femelle holotype mesure 18,27 mm.

## Étymologie
Son nom d'espèce, composé de yongsheng et du suffixe latin -ensis, « qui vit dans, qui habite », lui a été donné en référence au lieu de sa découverte, le xian de Yongsheng.

## Publication originale
- Yang, Zhao & Yang, 2019 : « Two new species of the genus Macrothele in southwest China (Araneae: Mygalomorphae: Macrothelidae). » Journal of Dali University, vol. 4, no 6, p. 45-48.